# Półkrzew

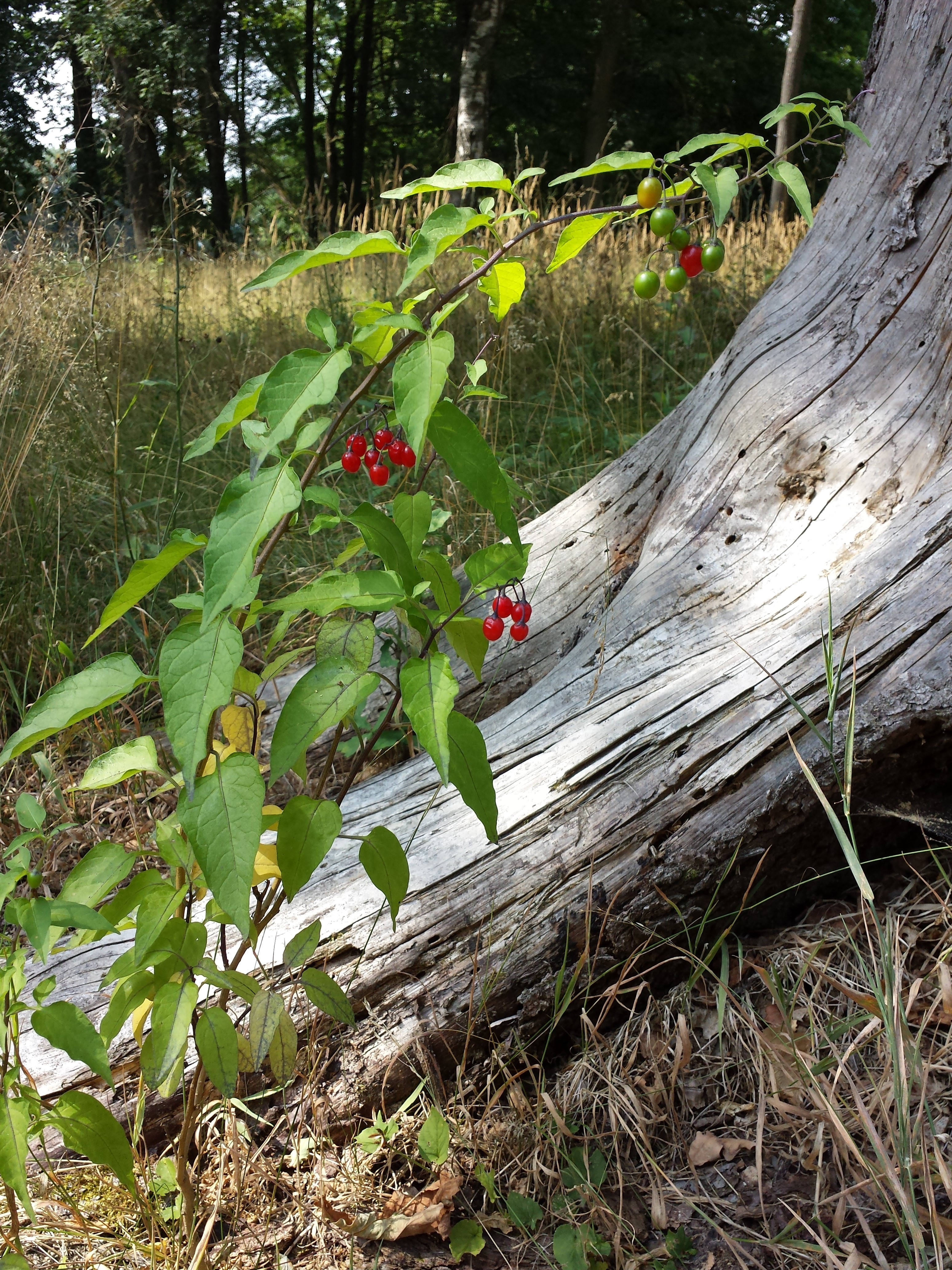
Psianka słodkogórz. Widoczna drewniejąca dolna część pędu.

Półkrzew, podkrzew (łac. suffrutex) – rośliny mające charakter przejściowy między krzewami a roślinami zielnymi. Tylko dolna część ich pędu jest zdrewniała, podczas gdy górna pozostaje zielna. Wraz z końcem okresu wegetacyjnego zamierają tylko części zielne. W klasyfikacji Raunkiæra półkrzewy zaliczane są do chamefitów. Ich wysokość zazwyczaj nie przekracza 1 m.
Przykładami półkrzewów są: szałwia lekarska, ruta zwyczajna, lawenda wąskolistna, psianka słodkogórz.